# 9-я танковая дивизия (СССР, 1940)
9-я танковая дивизия — воинское соединение автобронетанковых войск РККА в Великой Отечественной войне. Создана в 1940 году.

## История
Формирование 9-й танковой дивизии началось 17 июня 1940 года на базе 10-го танкового полка и 146-й стрелковой дивизии в Среднеазиатском военном округе (СВАО) на юге Туркменской ССР в городе Мары, а также в лагере имени Сталина (Чирчик). Части дивизии дислоцировались в Марыйской области (г. Мары и Байрам-Али).
На вооружение соединения поступала боевая техника из частей, принимавших участие в Советско-финлядской войне. Большинство танков перед поступлением в 9-ю танковую дивизию прошли капитальный ремонт. Танковый парк дивизии к началу октября 1940 года насчитывал 229 боевых машин. Из-за нехватки техники первые батальоны соединения были учебными. К концу года дивизия пополнилась 50-ю танками БТ-7М. Итоги окружных учений 1940—1941 годов, в которых принимала участие 9-я танковая дивизия, показали боеспособность соединения.
В марте 1941 года 9-я танковая дивизия вошла в состав формируемого в Марах 27-го механизированного корпуса, командиром которого был назначен генерал-майор Иван Ефимович Петров. В это же время начался трёхмесячный период боевой подготовки соединения — во всех частях проходили масштабные тактические учения с боевыми стрельбами, которые проводились в тяжёлых условиях. Из-за жары личный состав 9-й танковой дивизии вынужден был заниматься подготовкой в тёмное время суток. Танкисты подвергались укусам ядовитых насекомых: скорпионов и фаланг. Песчаные бури засыпали танки. Но результатом такой подготовки стало то, что 9-я танковая дивизия была признана одной из наиболее боеспособных частей СВАО.
С началом войны части 9-й танковой дивизии стали срочно пополняться призывниками из Марыйского областного военкомата. Нехватку среднего командного состава компенсировали выпускниками Ташкентского пехотного училища.
23 июня 1941 года по мобилизации в части дивизии начинают поступать автомобили, тягачи и тракторы. За короткое время 9-я танковая дивизия полностью укомплектовывается колесным и гусеничным транспортом.
25 июня 1941 года в САВО поступает приказ о том, чтобы 27-й механизированный корпус был готов к передислокации на запад.
27 июня 1941 года первые эшелоны 9-й танковой дивизии отправляются по маршруту Мары—Ташкент—Оренбург—Воронеж.
10 июля 1941 года штаб 9-й танковой дивизии, находящийся в это время в Брянске, получает директиву о вхождении частей 27-го механизированного корпуса в состав 28-й армии под командованием генерал-лейтенанта Владимира Яковлевича Качалова. В связи с этим, выгрузка эшелонов 9-й танковой дивизии производится на станции Фаянсовая, рядом с городом Киров, где находился штаб армии.
11 июля 1941 года части 9-й танковой дивизии начали выгружаться на станции Фаянсовая и сосредотачиваться в лесах к северо-западу от Кузьминичей. 15 июля, после 70-километровых маршей, все части дивизии прибыли к месту сосредоточения.
| Наименование          | Количество (единиц) |
| --------------------- | ------------------- |
| Танк БТ-7М            | 50                  |
| Танк БТ-5             | 19                  |
| Танк БТ-2             | 3                   |
| Танк Т-26             | 136                 |
| Бронеавтомобиль БА-10 | 37                  |
| Бронеавтомобиль БА-20 | 14                  |

15 июля 1941 года, в соответствии с решением Генерального штаба о расформировании корпусного звена бронетанковых войск и переформировании танковых дивизий по новым штатам, 9-я танковая дивизия переформировывается в 104-ю танковую дивизию.

## Состав
- 17-й танковый полк (в/ч 5842), командир — майор Агафонов Андрей Иванович;
- 18-й танковый полк (в/ч 5922), командир — майор Михайлов;
- 9-й мотострелковый полк (в/ч 5831), командиры:  майор Ермолаев, майор З. С. Шехтман;
- 9-й гаубичный артиллерийский полк (в/ч 5780);
- 9-й отдельный зенитно-артиллерийский дивизион (в/ч 5915);
- 9-й разведывательный батальон (в/ч 5802);
- 9-й понтонный батальон (в/ч 5722);
- 9-й отдельный батальон связи (в/ч 5821);
- 9-й медсанбат (в/ч 5903);
- 9-й автотранспортный батальон (в/ч 5848);
- 9-й ремонтно-восстановительный батальон (в/ч 5777);
- 9-я рота регулирования (в/ч 5805);
- 9-й полевой хлебозавод (в/ч 5782)[2].

## Командование
- Командир — полковник Бурков Василий Герасимович.
- Заместитель командира по строевой части — подполковник Ставенков Л. Н.
- Заместитель по политической части — батальонный комиссар Давиденко Александр Софронович.
- Начальник штаба — полковник Кулемин С. В.[2]

## Вышестоящие воинские части
- 27-й механизированный корпус, командир — генерал-майор Петров Иван Ефимович[1].

## Известные люди связанные с дивизией
- Заманов, Хаирбек Демирбекович (1907 — 1983) — советский военачальник, полковник. В 1940-1941 гг. проходил службу старшим адъютантом батальона 9-го мотострелкового полка.
- Рахимов, Сабир Умарович